# بیگ
بِیگ یا بَگ (به ترکی استانبولی: Bey، عربی: بیه، بای) لقبی ‌است تُرکی برابر با امیر در زبان‌های فارسی و عربی. بیگ به معنای رئیس و ارباب است و در دوره‌های سپسین‌تر گاه معنای شاهزاده نیز یافته‌است. مؤنث بیگ، بیگم است.
بیگ عنوانی در بین اقوام تُرک است که به طور سنتی به حاکمان گروه‌های قبیله‌ای کوچک، اعضای خانواده‌های حاکم و مقامات مهم داده می‌شود. در زمان امپراتوری عثمانی، بیگ لقبی بود برای فرماندار یک استان که با پرچم خود از دیگران متمایز بود. در تونس پس از ۱۷۰۵ این عنوان برای شخص اول کشور (سلطان، حاکم یا شاه) به‌کار برده شد. بعدها "بیگ" به عنوان کلی خطاب محترمانه برای آقایان در کشورهای عربی تبدیل شد.

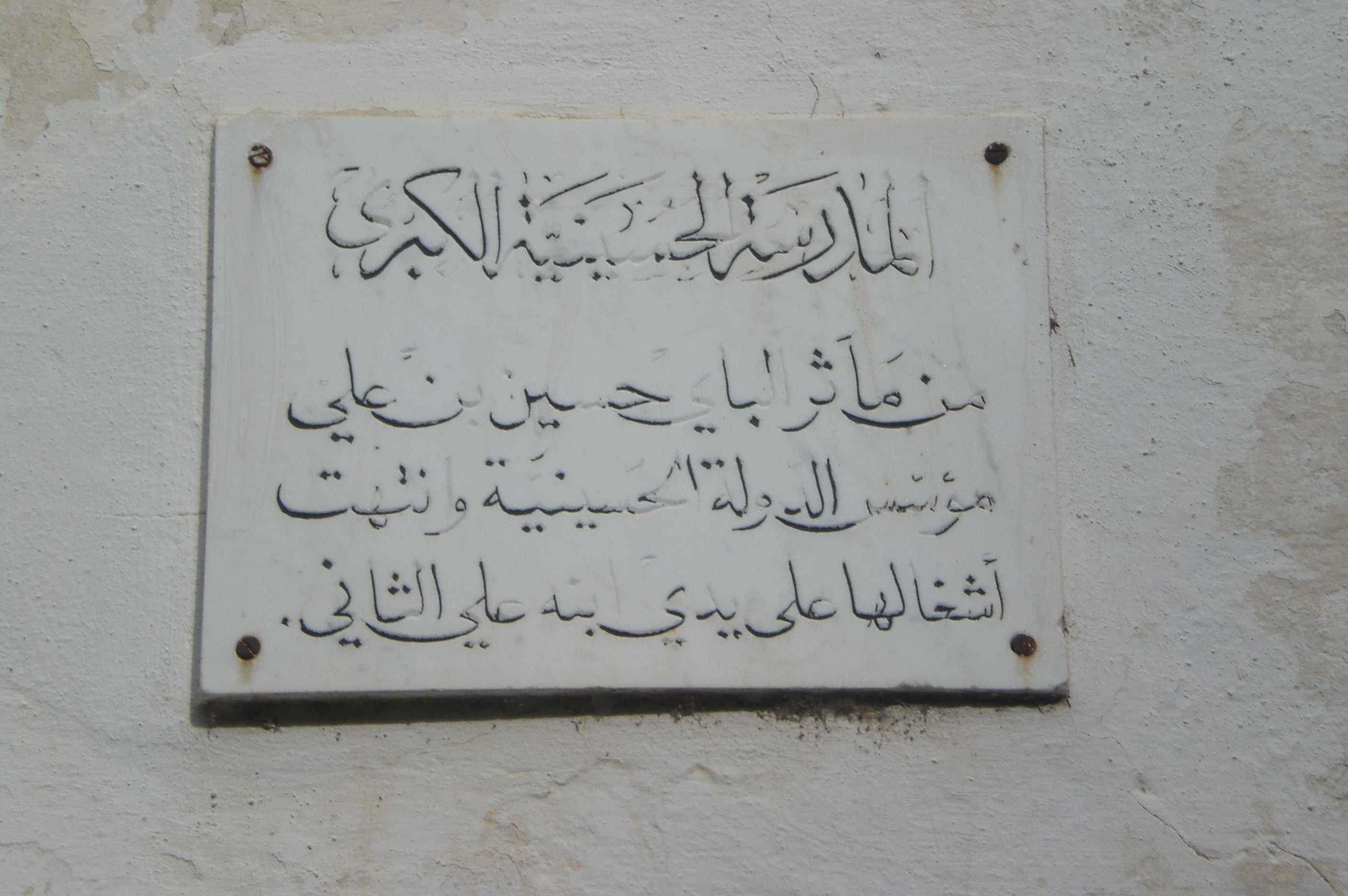
لقب بیگ بر سردر مدرسه عثمانی در تونس

## ریشه‌شناسی واژه
دربارهٔ خاستگاه این واژه اگرچه هنوز بحث‌هایی وجود دارند، ولی تقریباً پذیرفته شده‌است که وامواژه‌ای است واردشده زبان‌های تُرکی. در این راستا دو نظر وجود دارد، یکی آنکه ریشه آن را از زبان های ایرانی میدانند و برخی می‌گویند که ریشه‌ای در زبان چینی دارد.
گرهارد دورفر، زبان شناس آلمانی، بر احتمال تُرکی بودن این واژه تاکید دارد.

## تاریخ
کهنترین سند موجود از به‌کارگیری این لقب مربوط به سنگ‌نبشته اورخون از سدهٔ هفتم میلادی است. در این زمان بیگ جایگاهی میانه را در جامعه داشته، فردی پایین‌تر از برگزیدگان و بالاتر از عامه. سپس‌تر این لقب را در ترکیب با دیگر واژگان می‌بینیم، برای نمونه اتابک (به معنای قیم) و یوزبگی (فرمانده نظامی دستهٔ صدنفره). تا قرن یازدهم میلادی بیگ به عنوان لقب برخی از سلجوقیان استفاده می‌شده‌است، چون چغری بیگ و طغرل بیگ. در میان شاهان ارمنستان هم این لقب وجود داشته، چون بگ‌تمور. در میان ترکمانان قره‌قویونلو و آق‌قویونلو نیز این لقب شایع بوده‌است، در نام‌هایی چون عثمان بیگ و علی بیگ. برخی از فرماندهان اردوی زرین مغول هم این لقب را بر نام خود می‌کشیدند، چون جانی بیگ و بردی بیگ. در دورهٔ صفویه سران قزلباش از این لقب بهره می‌بردند. در این زمان بیگ لقبی بوده‌است از دید سلسله‌مراتب بالاتر از آقا و پایین‌تر از سلطان و خان.
صورت مؤنث این لقب -بیگم- در میان زنان برجستهٔ آق‌قویونلو، صفوی و تیموری کاربرد داشته‌است. در زبان فارسی گاه از این لقب زنانه در ساخت نام بهره می‌برده‌اند، مانند فاطمه‌بیگم.
همچنین نام بعضی از روستاهای کشور هم با عنوان اربابان آن روستا عجین شده‌است. برای مثال می‌توان به روستای ولی بیگ در کردستان اشاره کرد.

## در مصر و کشورهای عرب
پیش از انقلاب مصر، این عنوان با عنوان پاشا و مقام البیک دارای دو عنوان بود، البیک من الدرجه الاولی، و البیک من الدرجه ثانی، که معادل حضرت صاحب عزه بوده است. در حال حاضر در زبان عربی مصر، این کلمه به عنوان خطاب محترمانه برای مردان و معادل آقا است.

در تونس پس از ۱۷۰۶ این عنوان برای شخص اول کشور (سلطان، حاکم یا شاه) بکار برده شد. بعدها "بیگ" (به صورت بیه و بای) به عنوان کلی خطاب محترمانه برای آقایان در کشورهای عربی تبدیل شد.

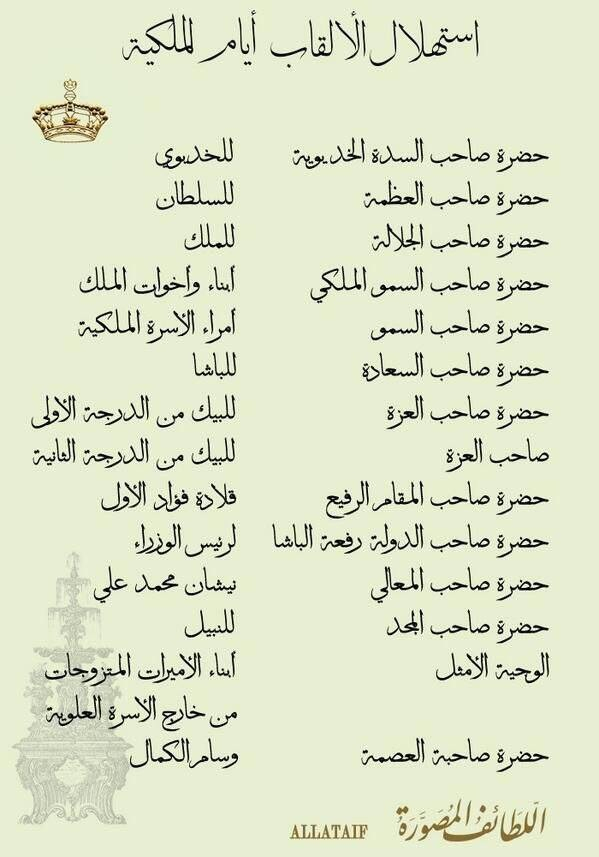
لقب بیک در مصر (للبیک من الدرجه الاولی)